# 馬加比一書
馬加比一書（英語：1 Maccabees），天主教思高版聖經譯為瑪加伯上，而由香港聖公會在2008年出版並由香港聖經公會印刷的附次經新標點和合本中，此書卷則譯作瑪咯比傳上卷，是一部描述猶太人在前2世紀努力復國故事的書籍，此書雖然本來是以希伯來語寫成的，但是最原始的希伯來語版本已經佚失，現存最重要的版本為希臘語著就的七十士譯本。天主教會、東正教會和科普特教會認為此書是聖經正典，但是新教持反對意見，認為馬加比一書只是經外書。在現代的猶太教中，此書雖有重要的歷史意義，但不被认为是神应用神迹直接干预，而是通过军事天才达成目的，因此並不被當做宗教經典。
马加比מכבי在希伯来语中意为“锤子”，作为名字用在起义首领瑪他提亞家的三子猶大·馬加比身上颇为合适。另说取自出埃及记15:11“耶和华啊，众神之中，谁能像祢？”（ מי כמוכה באלים י'ה）一句的前四个字母。
此書所描述的年代在猶太山地被亞歷山大大帝征服後一個世紀，當時亞歷山大的帝國已經分崩離析，埃及則由塞琉古帝國統治。塞琉古帝國時任皇帝安條克四世試圖廢止哈拉卡，因而遭到猶太人的反抗。馬加比一書描述的是著整個事件的經過，時間段為前175至前134年。其中強調了瑪他提亞家族，尤其是猶大·馬加比、約拿單·亞腓斯、西門·太西和西門的兒子约翰·海卡努斯的貢獻。此書中還給出了當時猶太人在地中海的一系列殖民地的列表。

## 外部連結
- The Book of First Maccabees （页面存档备份，存于） Full text
- Catholic Encyclopedia: 1 Maccabees
- Jewish Encyclopedia: Maccabees, Books of （页面存档备份，存于）
- Encyclopædia Britannica: Books of the Maccabees
- 1 Maccabees （页面存档备份，存于）, article in historical sourcebook by Mahlon H. Smith
- Audio recording of The First Book of Maccabees, from the Douay-Rheims Version
- 思高聖經學會藏書 （页面存档备份，存于） - 華人基督宗教文獻保存計劃

| 前任者： 以斯帖記 | 羅馬天主教舊約      | 繼任者： 馬加比二書 |
| 前任者： 以斯帖記 | 東正教舊約 參見次經 | 繼任者： 馬加比二書 |